# 日本貨物鉄道中央研修センター
中央研修センター（ちゅうおうけんしゅうセンター、英称:Central training center）は、東京都品川区に所在し、日本貨物鉄道（JR貨物）本社が管理・運営する動力車操縦者養成所および車両検修業務養成施設である。
1994年（平成6年）、動力車操縦者運転免許に関する省令第17条の規定に基づく動力車の操縦に関する講習を行う施設として、運輸大臣（現、国土交通省）に指定された。
東京貨物ターミナル駅構内に併設されており、日本貨物鉄道（JR貨物）社員、および関連協力会社社員の動力車操縦者（運転士）及び車両検修業務の養成を行っている。
研修棟・実習棟・屋外実習線・貨車実習線・車両技術研修所などの施設で構成されており、また大井機関区や東京貨物ターミナル駅構内本部などが入居する社屋の3階には、関東支社の関東社員研修所、および中央社員研修所がある。

## 所在地
東京都品川区八潮3丁目

## 主な部署
- 動力車操縦者養成所
  - 運転士養成グループ
  - 管理・研修グループ
- 車両技術研修所
  - 検修教育グループ
- 保全教育グループ

## 主な施設
- 研修棟（中央研修センター 本館）：1F - 6F
  - 1F：受付、事務室、ラウンジ、TELコーナー、食堂（ジェイアールエフ・ホテル）、応接室
  - 2F：会議室、談話コーナー、喫茶コーナー、和室、浴室、事故パネル展示室、宿泊室201号室（女性社員専用）
  - 3F：教室1 - 3、教材室、視聴覚室、図書室、ラウンジ
  - 4F：宿泊室401 - 410号室
  - 5F：宿泊室501 - 510号室
  - 6F：ロビー、多目的ホール、屋上

- 実習棟（中央研修センター　実習棟）：1F
  - 1F：運転シミュレーター（EF210-174（モックアップ）、EH500-82（モックアップ）、EF81 63、DE10 1511）、各種機器の展示など

- 屋外実習線（中央研修センター　屋外実習線）：屋外
  - 屋外：列車防護訓練設備（EF65形（EF65 529）のカットモデル）、各種分岐器、標識、線路諸標、信号機設備など

- 貨車実習線（中央研修センター　貨車実習線）：屋外
  - 屋外：貨車訓練設備（コキ50000形（コキ58004））

- 車両技術研修所（中央研修センター　車両技術研修所）：3F
  - 1F：入換可能な1線の検修ピット、EF65形（EF65 1001）、コキ106-480、床上操作式クレーン訓練設備
  - 2F：ガス・アーク溶接訓練設備
  - 3F：パンタグラフ、検修関係各種教育設備

## 設置車両の車体に記される略号
「研」

## 設置車両
電気機関車
- EF81 63：運転シミュレーターとして利用。
- EF65 1001：検修用教材として利用。

ディーゼル機関車
- DE10 1511：運転シミュレーターとして利用。

貨車
- コキ106-480：検修用教材として利用。
- コキ58004

## 過去の設置車両
- EF65 5　: 新形式機関車の運転シミュレーター導入により引退し、2014年夏に東京貨物ターミナル駅にて解体。